# Wilhelmsäcker
Die Wilhelmsäcker sind ein vom Regierungspräsidium Karlsruhe am 12. Dezember 1997 durch Verordnung ausgewiesenes Natur- und Landschaftsschutzgebiet auf dem Gebiet der Gemeinde Stutensee im Landkreis Karlsruhe.

## Lage und Beschreibung
Das insgesamt ca. 52 Hektar große Schutzgebiet liegt am nordwestlichen Ortsrand des Ortsteils Spöck. Der etwa 27 ha große östliche Teil ist als Naturschutzgebiet ausgewiesen. Es reicht vom Blattsee im Norden bis zum Gewann Storchenäcker im Süden. Westlich davon schließt das Landschaftsschutzgebiet mit ca. 25,5 ha an. Es umfasst die Gewanne Bauersäcker, Eulenäcker und Scheibenlechtenheck.
Es gehört naturräumlich zu den Hardtebenen. im Norden grenzt das Landschaftsschutzgebiet Hardtwald nördlich von Karlsruhe an.
Das Gebiet umfasst eine offene Kulturlandschaft mit Filzkraut-Federschwingel-Rasen auf Ackerbrachen.

## Schutzzweck
Der wesentliche Schutzzweck des Naturschutzgebiets ist laut Schutzgebietsverordnung „die Erhaltung und Förderung der Relikte der einzigartigen Biotoptypen ehemals verbreiteter Sandfluren in der nordbadischen Rheinebene. Geschützt werden sollen insbesondere die seltenen Lebensräume und die letzten Rückzugsflächen für die hoch spezialisierten Tier- und Pflanzengesellschaften trockener Sandstandorte und deren Pionierstadien; die Strukturvielfalt der unterschiedlichsten Entwicklungsstadien sowie die Vernetzung der trockenen Sandfluren und der feuchten bis nassen Lebensraumtypen des Baggersees; die Vielfalt der bedrohten und gefährdeten Tiere und Pflanzen sowie deren Vergesellschaftungen [sowie] die Ackerbegleitflora der Sandäcker als schützenswürdiges, kulturhistorisches Dokument.“
Schutzzweck des Landschaftsschutzgebietes ist, „die empfindlichen Flächen des Naturschutzgebietes als Puffer vor Beeinträchtigungen zu schützen. Es dient der Erhaltung der wertbestimmenden Kriterien des Naturschutzgebietes und ist für dessen Sicherung erforderlich.“